# Znanstveno predavanje
Znanstveno predavanje, vrsta je znanstvenog djela,  predavanje za koja organizator znanstvenog skupa odredi prigodnu aktualnu temu predavanja i odabere afirmiranoga predavača. Srodni su znanstvenom članku.